# 알렉산드리아땃쥐
알렉산드리아땃쥐 또는 키레나이카땃쥐(Crocidura aleksandri)는 땃쥐과에 속하는 포유류의 일종이다. 리비아의 토착종이다. 자연서식지는 지중해성 관목 식생 지대이다.